# Iglesia conventual del Carmen (San Fernando)
La iglesia conventual del Carmen es un templo religioso situado en San Fernando (provincia de Cádiz). Su construcción data del siglo XVIII, siendo edificada bajo las características del Barroco y del Neoclasicismo. La titular de esta iglesia, la Virgen del Carmen Coronada, es la patrona de la ciudad de San Fernando por rescripto del Papa el 14 de junio de 1920.

## Historia
El convento de las Carmelitas se fundó en 1650 a petición de San Juan de la Cruz, pero la construcción del templo no se produjo hasta 1733. La Iglesia conventual de El Carmen fue inaugurada el 2 de febrero de 1733 y está considerada como una de las iglesias más antiguas de San Fernando. A principios del siglo XIX, el rey Fernando VII cambió el nombre de la Real Villa de la Isla de León, concediéndole el nombre de San Fernando y el título de Ciudad.
En 1901 se declaró a la Virgen del Carmen Excelsa Patrona de la localidad por bula Papal y coronándola en 1951.

## Descripción
Tiene forma de cruz latina con tres naves, estando separada la central de las laterales por cinco tramos de pilares a los que se adosan pilastras toscanas. La cubierta de la iglesia está realizada mediante bóveda de cañón en la nave central y bóvedas de arista en las laterales, mientras una bóveda semiesférica dividida en ocho secciones y rematada por una linterna cubre el crucero. En la Capilla del Sagrario, guarda la imagen de la Virgen del Carmen Coronada, una talla de procedencia genovesa donada por el primer hermano mayor de la Hermandad D. Luis de Ardila en el año 1708, siendo La Virgen posteriormente proclamada Patrona y Alcaldesa Perpetua de la localidad y de la Armada Española.